# La Fin d'une vie
La Fin d'une vie (The Girl Who Died en V.O., littéralement : La fille qui mourut) est le cinquième épisode de la neuvième saison de la seconde série de la série télévisée britannique de science-fiction Doctor Who. Il a été diffusé sur BBC One le 17 octobre 2015.

## Distribution
- Peter Capaldi : Le Docteur
- Jenna Coleman : Clara Oswald
- Maisie Williams : Ashildr
- David Schofield : Odin
- Simon Lipkin : Nollarr
- Ian Conningham : Chuckles
- Tom Stourton : Lofty
- Alastair Parker : Limpy
- Murray McArthur : Hasten
- Barnaby Kay : Heidi

## Synopsis
Le Docteur et Clara, faisant escale sur Terre, sont capturés par des guerriers Vikings qui les amènent à leur village. Devant leur chef, le Docteur tente de leur faire peur en se libérant et en utilisant son yo-yo. Alors que le Docteur se moque des croyances des Vikings, un visage apparait dans le ciel, clamant être Odin et vouloir faire appel aux plus puissants guerriers du village pour les mener au Valhalla. Des robots arrivent pour capturer les combattants, et Clara et une jeune fille du village, Ashildr, sont emmenées avec eux.
Les deux femmes voient les guerriers massacrés et « Odin » récupérer leurs restes pour en extraire leur testostérone. Clara confronte le dieu auto-proclamé, en réalité un extraterrestre, le Bourbier, connu pour être violent et sans pitié. Clara veut le convaincre de les renvoyer sauves dans le village, mais Ashildr, furieuse, menace les extraterrestres. Il propose que le village se prépare à l'attaque qu'il mènera dans 24 heures, et Clara et Ashildr sont renvoyées pour prévenir les derniers villageois. En apprenant la situation, le Docteur ne peut que suggérer la fuite, mais les Vikings sont trop fiers pour renoncer au combat. Le Docteur envisage de laisser les habitants à leur sort, mais Clara le convainc de rester. Les villageois restants ne sont que des pêcheurs et des fermiers, très maladroits en ce qui concerne les armes, aussi le Docteur doit trouver un plan pendant la nuit.
Il trouve finalement la solution quand un bébé, fille d'un pêcheur, fait référence aux anguilles électriques stockées dans un hangar et imagine un plan d'attaque avec le peu qu'il a sous la main. Quand le Bourbier arrive, le Docteur piège les robots en utilisant les anguilles pour alimenter un électro-aimant qui arrache leurs casques et des câbles métalliques qui les électrifient. Sur conseil du Docteur, Ashildr, douée pour raconter des histoires, enfile un des casques et utilise la technologie pour créer une image mentale d'un dragon dans les lunettes des Bourbiers qui fuient de peur. Seul « Odin » reste, comprend la duperie et voit Clara menacer d'envoyer un enregistrement vidéo de la scène, embarrassante pour une espèce réputée parmi les plus meurtrières de la galaxie. Les Bourbiers partent donc et les Vikings célèbrent leur victoire avant de voir qu'Ashildr est morte, tuée par le casque qui a provoqué un arrêt cardiaque.
Le Docteur s'isole. Clara le retrouve en train de se lamenter de perdre toujours des personnes auxquelles il tient sans moyen de les sauver. Quand il voit son reflet dans l'eau, il réalise peu à peu pourquoi il a choisi ce visage lors de sa régénération : celui de Caecilius, un marchand qu'il avait sauvé de l'éruption du Vésuve à Pompéi avec sa famille, brisant alors sa promesse de ne pas modifier radicalement le cours du temps et donc qu'il a le pouvoir de sauver qui il veut. Il retourne auprès d'Ashildr, récupère une puce des casques des Bourbiers qu'il modifie et l'implante dans son corps, permettant ainsi une guérison complète ; il laisse également une deuxième puce, autant comme souvenir que pour l'éventualité où elle voudrait quelqu'un qui l’accompagne. De retour dans le TARDIS, le Docteur confie à Clara sa crainte d'avoir fait une grave erreur en ressuscitant Ashildr et la rendant immortelle, faisant d'elle une hybride. Clara ne comprend pas le point de vue du Docteur : si pour elle l'immortalité signifie ne jamais mourir, le Docteur sait qu'elle signifie aussi de voir tous les autres mourir. Les dernières images montrent Ashildr sourire, vivante, mais à mesure que le temps passe, son sourire s'efface.

### Continuité
- On retrouve la capacité du Docteur à comprendre le langage des bébés, déjà vue dans les épisodes La Retraite du démon et  Tournée d'adieux[1].
- On apprend pourquoi le Docteur a pris un visage connu lorsqu'il s'est régénéré au début de En apnée. On voit un court extrait de La Chute de Pompéi où celui-ci se décide à sauver Caecilius et sa famille. Ceci est censé lui rappeler qu'il peut sauver au moins une personne[1].
- La possibilité de copier intentionnellement un visage connu lors de la régénération avait été exposée au début de Destiny of the Daleks, Romana ayant pris l'apparence de la princesse Astra d'Atrios rencontrée au cours de l'épisode précédent. Le Docteur lui-même avait par la suite pris un visage déjà rencontré, mais cela n'avait pas été commenté à l'écran.
- Le Docteur réalise qu'il a créé une hybride, ainsi que prophétisé par Davros dans La Sorcière et son pantin[2].
- Le Docteur utilise un Yo-Yo en le faisant passer pour un objet magique, en référence à Leela l'ancienne compagne du Docteur qui pensait que ceux-ci étaient magiques dans The Robots of Death[3].
- Le Docteur utilise son ancien gimmick (connu notamment lors de sa 3e incarnation) en disant qu'il va « renverser la polarité des flots de neutrons ». Il explique juste après que cette phrase ne veut rien dire mais qu'elle « sonne bien »[3].
- Le Docteur feuillette le 2000 year diary ("journal de 2000 ans"), une version mise à jour du 500 year diary, présenté avec le 2e Docteur dans The Power of the Daleks et du 900 year diary, présenté avec le 7e Docteur dans Survival[4]. Il y consigne les récits et observations de ses voyages (le 12e Docteur clame avoir environ 2000 ans dans En apnée)[1].
- Le Docteur tergiverse sur le fait qu'il ait bien fait ou non de sauver Ashildr en faisant d'elle une hybride en disant : « Time will tell, it always does », référant à la fin de Remembrance of the Daleks, où le 7e Docteur dit la même chose[3],[1].